# Max Hattler
Max Hattler (nacido el 2 de febrero de 1976 en Ulm, Alemania) es un videoartista y productor experimental. Su trabajo explora las relaciones entre la abstracción y la figuración, la estética y la política, sonido e Imagen, la precisión y la improvisación. Es conocido por las películas caleidoscópicos políticos cortos Collision (2005) y Spin (2010), proyectos abstractos Shift (2012) y AANAATT (2008), y la animación psicodélica de  los bucles Sync, 1923 aka Heaven  y 1925 aka Hell (2010). También trabaja en el campo de actuaciones audiovisuales y ha expuesto su trabajo en Seoul museo de arte, Punto y Raya Festival y la Expo 2015 de Milán.

## Biografía
Max Hattler se crio en Londres. Es el hijo de Hellmut Hattler, un bajista alemán conocido por su banda llamada Krautrock Kraan. Hattler graduó de Goldsmiths en 2001 y luego estudió un master de Animación en el arte en la Royal College of Art en 2005. Actualmente vive en Hong Kong, donde es profesor en la Escuela de Creative Media, City University de Hong Kong.
Las películas de Hattler han sido vistas en todo el mundo, incluyendo en Edimburgo, Melbourne, San Francisco, Róterdam, Berlin International Directors Lounge, Onedotzero, Impakt Festival, Resfest, The Animation Show, Annecy Animation Festival, Zagreb Animation Festival, Anima Mundi, Image Forum Festival y The European Media Art Festival. Su cortometraje Collision (2005) ganó varios premios, incluyendo el Premio LUX a la Mejor Película Experimental y el Premio a la Mejor Película en 700IS Reindeerland y Festival de Cine y Video Experimental (Egilstadir, Islandia). Su proyecto Drift (2007) ganó Mejor Película digital en la London International Animation Festival y Mejor Película Experimental en Muuuvi Festival, Rumania. AANAATT (2008) y Sync (2010) ganaron Premios de Música Visual en 2010 y 2011, respectivamente. AANAATT también ganó un premio en el Festival de Video en Bochum Festival y Mejor Diseño en Eksjo Animation Festival, entre otros. Sync también ganó Mejor Video en Multivisión 2011 (San Petersburgo, Rusia), y recibió una mención especial en Premio Simona Gesmundo. Spin (2010) fue galardonado con el Premio de Animación Políticas en KLIK! Amsterdam Animation Festival 2010 y el Gran premio de Moves Festival 2011, entre otros. 1925 aka Hell (2010) ganó el premio al mejor corto en St. Louis International Film Festival in 2010. Amnesty International: Stop the Show (aka WAR) (2013) ganó un Bronze Design Lion en Cannes Lions International Festival of Creativity en 2013. 
Max Hattler ha expuesto a nivel internacional, incluyendo Schaustelle en la Pinakothek der Moderne en Múnich, Tenderpixel, Londres, Lumen Eclipse Cambridge, MoCA Taipéi Taiwán, Gasworks Gallery London, Fries Museum Leeuwarden, Yota Space San Petersburgo, Asifakeil Museumsquartier, entre otros.
También trabaja extensamente en actuaciones audiovisuales y ha creado efectos visuales para conciertos de Basement Jaxx, Diplo, Jovanotti, The Egg y Ladyscraper.

## Trabajos destacados
Hasta la fecha, ha realizado más de 20 obras de imágenes en movimiento, los más conocidos siendo Collision, Spin, Aanaatt, 1923 aka Heaven y 1925 aka Hell. Sus obras se han exhibido en exposiciones y festivales de cine por todo el mundo, recogiendo premios en 700IS; Eksjo; KLIK; LIAF; LSFF; Moves; Skepto; SLIFF; Videofestival Bochum; Videologia; the Visual Music Award, y otros. El trabajo de Hattler ha sido descrita en los siguientes términos: "Max Hattler trabaja en la delgada línea entre la abstracción y la figuración, pudiendo a veces crear las declaraciones políticas de gran alcance y al tiempo evitar las limitaciones tradicionales de la narrativa, eligiendo la poética de la implicación sobre la mera construcción de una discurso ".

### Collision
Proyecto creado en el año 2005 de diseños islámicos y edredones americanos. Los colores y la geometría de las banderas son como un campo de reflexión. Este multi-premiado cortometraje de política abstracta esta en HD. Max Hattler persigue nuevos horizontes de expresión en movimiento con estas fascinantes piezas. Collision es un interesante clip, de crítica política, en la que los patrones de estética islámica confluyen con la cromaticidad de la bandera americana. Una combinación de elementos geométricos y sonoros que contextualizan una historia narrada desde otra perspectiva.

### AANAATT
Vídeo musical del año 2011 para el artista japonés Jemapur. Es un viaje de stop motion abstracto que desorienta al espectador a través de la colocación de espejos y ventanas. El universo geométrico de Hattler funciona utilizando una lógica interna propia que no es inmediatamente evidente para el espectador, y por lo tanto crea una tensión visual que es a la vez misterioso y hipnotizante.

### Sync
Una proyección de bucle de animación hipnótica circular que ganó premios como Visual Music Award 2011 y Premio Simona Gesmundo 2011 entre otros.

### 1923 aka Heaven  y 1925 aka Hell
1923 aka Heaven es uno de los dos bucles de animación dirigido por Max Hattler, inspirado en la obra del artista francés Augustin Lesage. Se basa en la pintura de Lesage 'Una composición simbólica del mundo espiritual' de 1923. El segundo bucle de 1925 aka Hell, se basa en la pintura de Lesage del año 1925. Las películas se crearon durante 5 días en febrero de 2010 con los estudiantes en el Taller de Animación en Viborg, Dinamarca.

### The Many Faces of Fernando Pessoa
Este proyecto de vídeo, encargado por Monstra 2015 para conmemorar el 80 aniversario de la muerte del poeta portugués Fernando Pessoa, presenta al espectador con cuatro de muchas caras de Pessoa: sus heterónimos Ricardo Reis y Álvaro de Campos, y su gran interés en la astrología y el espiritismo. Fue creado con los estudiantes de Sint Lucas Antwerpen.

### All Rot
Gracias a la composición y cualidades estéticas del expresionismo abstracto y la animación sin cámara, All Rot utiliza reanimación fotográfica para representar el entorno mundano de un campo de golf desintegrado a un experimento de pantalla en el cine sinestésica. Este proyecto fue creado en el año 2015

### -Ol
-Ol es un tríptico de bucles de animación abstracta del año 2015. Este trabajo se inspira en los patrones Wayuu y los incorpora a un contexto contemporáneo de imágenes en movimiento. Una estructura circular mandélico en expansión, que simboliza el universo. Está flanqueada por un lado por un movimiento de patrones verticales que representan la lluvia, el crecimiento y la vida, y por otro lado a los patrones horizontales, que simbolizan la tierra, la sequía y la muerte.

### Spin
Spin es un video corto creado por soldados de plomo que trata sobre la guerra. Fue creado en el año 2010.

### X
Un proyecto del año 2012 donde el desconocido X se convierte en toda una sinfonía de formas. Se convierte en un universo donde todo es por sí mismo y sin embargo, pueden cruzarse entre sí.

### RE:AX aka Peace Starts With Me
Trabajo creado en 2011 que explora la duplicación y la retroalimentación a través de formas abstractas. El video lleva al espectador por un viaje de acción y reacción

### Forms
Dos bucles de animación creados en 2011 que investigan los límites entre el ser humano y la forma abstracta.
"El artista Max Hattler llevó a cabo un taller durante el Programa de Animación Experimental en 2011. Max colaboró con los estudiantes en la exploración de una variedad de enfoques para trabajar con mocap. El objetivo era producir una o más cortas obras utilizando la captura de movimiento abstracto." (Michael Scroggins, CalArts)

### Everything turns
Proyecto creado en el año 2004 sobre el tiempo, la vida y la muerte.

### Catch
Video oficial de la canción Catch de The Egg, de su álbum Something To Do. El proyecto fue creado en el año 2012

### Nachtmaschine
Proyecto creado en el año 2005. Trata sobre la noche y el día, la música y la moción y la figuración y la abstracción.

### Shapeshifter
Tráiler oficial para Stuttgarter Festival Filmwinter y Media Ampliado creado en el año 2016. Este proyecto fue inspirado en el lema de la edición de 2016 del festival de Formwandler. El tráiler de Max Hattler explora fallos de vídeo inducidos por artefactos de compresión de procesamiento de señales digitales, que han dado lugar en vídeos de YouTube dedicado a la exposición de reptiles que se esconden detrás de la superficie de la pantalla de vídeo.

### Stop the Show
El artista visual y la agencia de publicidad Contrapunto BBDO colaboraron en el año 2013 para crear el cortometraje político abstracto "Stop the Show aka WAR". La película, encargado por Amnistía Internacional, es una referencia en las relaciones internacionales y el comercio de armas. La campaña fue creada para apoyar a un tratado de las Naciones Unidas y para regular el comercio de armas entre países y reducir muertes en todo el mundo. Fue inspirado en su propio trabajo Collision.

## Kaleidobooth
Kaleido Booth es una aplicación de cámara en el estilo de un calidoscopio, que toma fotos abstractas y psicodélicas. Es una manera divertida para la toma y manipulación de imágenes para teléfonos inteligentes con un toque de nostalgia. Los efectos visuales inmateriales creados a través de la aplicación son trabajo de Hattler, creado por la abstracción, la reflexión y la repetición en sus obras. Kaleidobooth está inspirado en su trabajo Collision, los jugietes de niños y la psicodelia. Actualmente, sólo está disponible para su descarga en la plataforma Windows Phone 7, sin embargo, se está desarrollando la aplicación para la plataforma iOS.

## Hattlerizer 2.0
Hattlerizer 2.0 es el último proyecto de actuaciones audiovisual en directo de Hattler. Con el uso de software a la medida, Hattler expresa un terreno óptica abstracta en la que las geometrías con bordes duros y suaves formas orgánicas proliferan, interactúan, aumentan y disminuyen. Una estética de formas y colores que se funden entre sí para absorber la audiencia con los campos virtuales, donde se ven desde lo suave, nebulosa y celeste, a la frenética, psicodélico, y disonante. Un homenaje a las influencias del jazz de improvisación y animación de vanguardia, Hattler toca su instrumento visual de una manera ad libitum,' lo que resulta en un espectáculo radiante muy original. El músico y artista español Vesper On acompaña Hattlerizer 2.0 con una banda sonora electrónica experimental compuesta e interpretada exclusivamente en una Nintendo Game Boy.

## Actuaciones audiovisuales
Max colabora con otros artistas visuales como Noriko Okaku, Robert Seidel, Motorsaw, i.m.klif y Protey Temen. También trabaja con artistas de sonido y música como Basement Jaxx, Diplo, My Panda Shall Fly, Jovanotti, Ladyscraper, The Egg, Kraan, Ocusonic, Mikhail Karikis, Dollska, Fried Dähn, Mehmet Can Özer, Pablo Gav, Hellmut Hattler, y Vesper On. Ha actuado en el Museo de Arte de Seúl, Punto y Raya Festival y Expo 2015 de Milán, Reykjavik música visual, Festival de Copenhague, y el European Media Art Festival. Como una extensión de su obra cinematográfica y de vídeo - y como un antídoto para ella - Max Hattler interpreta obras audiovisuales en vivo en festivales, en espacios de arte y algunas veces en clubs.

## Abstracción animada
Hattler trabaja con una amplia variedad de estilos y técnicas de animación, incluyendo 2D, 3D y stop-motion. Independientemente de su enfoque, en general, sus películas son abstractas. Max Hattler se interesa por el espacio entre la abstracción y la figuración, donde la narración se libera de las limitaciones de la narrativa tradicional. Su trabajo contempla microcosmos, momentos, ambientes y primeros planos como reflexiones sobre el gran cuadro. Sus películas tienden a ser sin diálogo, que exploran la relación entre el sonido, la música y la imagen en movimiento.

## Exhibiciones
Hattler muestra su obra en exposiciones, festivales de cine y en línea. Ha realizado exposiciones individuales y retrospectivas en la Pinakothek der Moderne Múnich, Tenderpixel Londres, Playgrounds Festival y Lago Film Fest, entre otros. Sus obras abstractas de animación se han demostrado en innumerables festivales de cine y en museos y galerías como Erarta San Petersburgo, MOCA Taipei, Espacio Fundación Telefónica de Lima y Tate Britain.

## Trabajos
- "III=III" (2016)
- "Shapeshifter" (2016)
- "The Many Faces of Fernando Pessoa" (2015)
- "All Rot" (2015)
- "–OI" (2015)
- "Constant Sky" (2013)
- "A Very Large Increase in the Size, Amount, or Importance of Something Over a Very Short Period of Time" (2013)
- "Unclear Proof" (2013)
- "Stop the Show" (2013)
- "X" (2012)
- "Model Starship" (2012)
- "Nidden Partikel" (2012)
- "Catch" (2012)
- "VIS Festival Trailer" (2011)
- "RE:AX aka Peace Starts With Me" (2011)
- "Forms" (2011)
- "Sync" (2010)
- "Your Highness" (2010)
- "Spin" (2010)
- "1925 aka Hell" (2010)
- "1923 aka Heaven" (2010)
- "Where’s Your Head At" (2009)
- "AANAATT" (2008)
- "Drift" (2007)
- "Mount Allen" (2007)
- "Theme for Yellow Kudra" (2006)
- "Striper v0.1" (2006)
- "Collision" (2005)
- "Nachtmaschine" (2005)
- "Everything Turns" (2004)
- "Alpraum" (2001)

## Premios y reconocimientos
- “Stop the Show”, Best Commissioned Film  (Bradford Animation Festival, UK, 2014).
- “A Very Large Increase in the Size, Amount, or Importance of Something Over a Very Short Period of Time”, Visual Music Award (First Prize), (Gelnhausen, Germany, 2014).
- “Amnesty International: Stop the Show (aka WAR)”, Visual Music Award (Special Mention), (Gelnhausen, Germany, 2014).
- “Amnesty International: Stop the Show (aka WAR)”, Bronze Design Lion (Cannes Lions International Festival of Creativity, France, 2013).
- “Shift”, First Prize Premio Simona Gesmundo, (Cetraro, Italy, 2012).
- “Shift”, Award for Best Experimental Film (TOFUZI International Festival of Animated Films en Batumi, Georgia, 2012).
- “Sync”, Visual Music Award (Special Prize), (Frankfurt, Germany, 2011).
- “AANAATT”, Visual Music Award (First Prize), (Frankfurt, Germany, 2010).
- “Collision”, Prädikat Wertvoll, (Filmbewertungsstelle Wiesbaden, Germany, 2008).